# Робертсон, Уильям (историк)
Уильям Робертсон (англ. William Robertson; 19 сентября 1721[…], Бортуик — 11 июня 1793[…], Эдинбург) — британский священник и историк шотландского происхождения. Почетный член СПб. АН c 30 января 1783 года.

## Биография
Родился в селе Бортуик. Получил высшее образование в Университете Эдинбурга.
Был пастором, позже членом высшего пресвитерианского церковного учреждения в Шотландии; в 1764 году сделан королевским историографом Шотландии.
Друг Юма и Гиббона, ревностный пресвитерианин, Робертсон был приверженцем существующего государственного строя, но при каждом случае отстаивал свободу совести и слова и выступал в защиту эмансипации католиков.
Из исторических трудов Робертсона, отличающихся ясным и беспристрастным изложением (собраны и изданы, с биографией автора, в 1820 году), замечательны:
- «History of Scotland during the reigns of Queen Mary and King James VI» (Лондон, 1759),
- «History of the reign of the emperor Charles V» (Лондон, 1769; на русском яз. перевод с французского издания под заглавием: «История о государствовании императора Карла V и проч.», СПб., 1775),
- «History of America» (Лондон, 1777).

Современная ему критика упрекала Робертсона в предубеждении против Марии Стюарт в первом из этих сочинений и в излишнем расположении к испанцам — в третьем.
Вскоре его затмит Гиббон, но разница между «Историей Англии» Дэвида Юма и «History of America», как отмечает проф. Джон Робертсон, демонстрирует, насколько продвинулись тогда шотландцы в написании истории.